# صرخة (فلم 1996)
صرخة (بالإنجليزية: Scream) هو فيلم رعب، وفيلم سلاشر وفيلم مراهقة أُصدر في 20 ديسمبر 1996، في الولايات المتحدة. وهو من توزيع ديمينشن فيلمز، وقد أخرجه ويس كرافن. ومن تأليف: كيفين ويليامسون، ومونتاج: ستيفن بشري.

## القصة

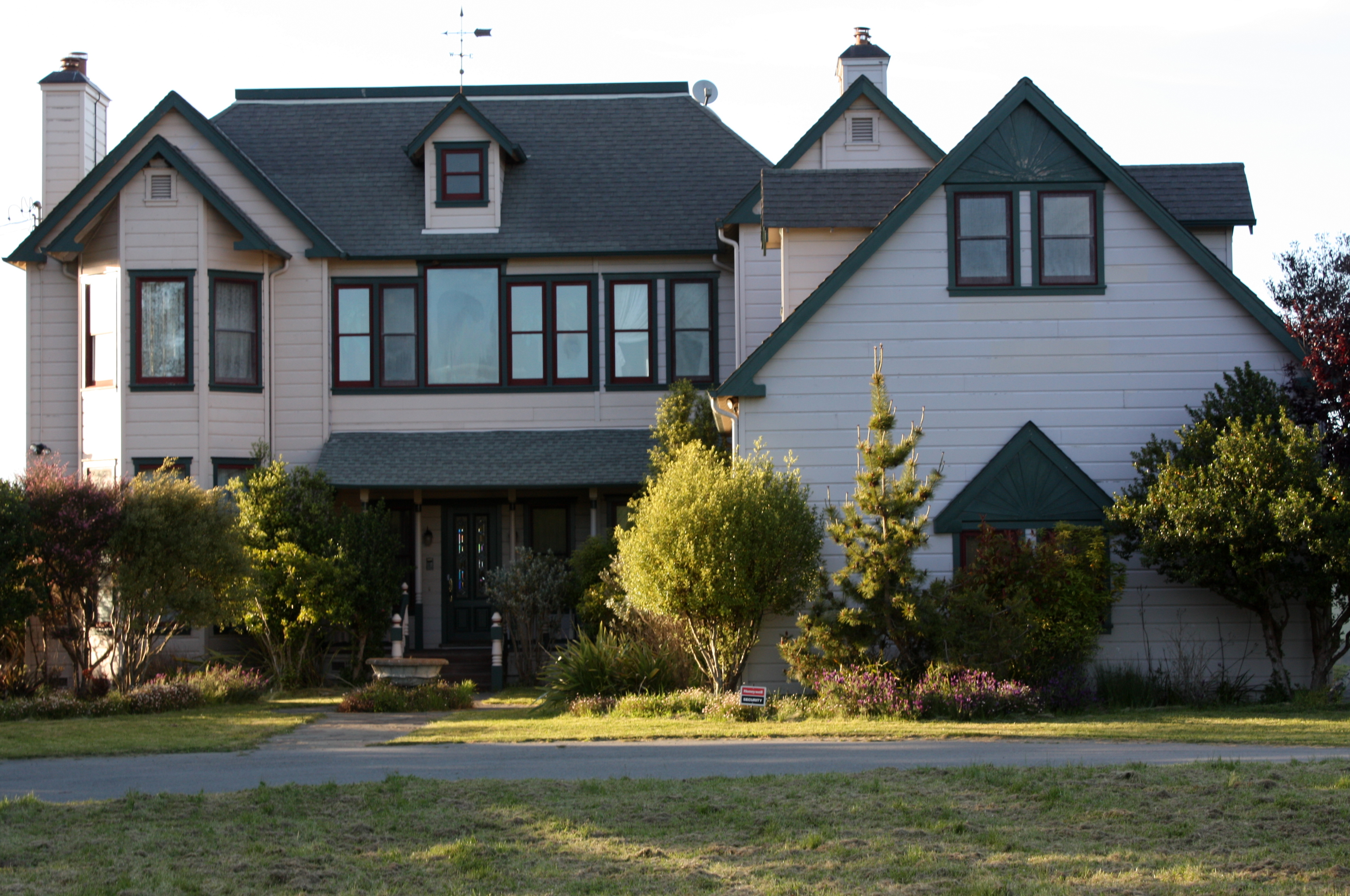
منزل "ستو ماتشر" ماثيو ليلارد، موقع ختام الفيلم لمدة 40 دقيقة. تم التصوير في المنزل أكثر من 21 ليلة.

تعيش (سيدني) «نيف كامبل»، الفتاة الشابة التي تسكن مع والدها، والتي لم تلتئم أحزانها الناتجة عن قتل والدتها، والاعتداء عليها بعد، كما تعاني (سيدني) أيضا من الحادث الذي وقع مؤخرا في الجامعة حين اتصل قاتل مجهول بفتاة من الجامعة تدعى (كيسي) «درو باريمور»، وبدأ بالحديث معها قبل أن يبدأ في تهديدها، ثم قتل صديقها، وقتلها هي شخصيا بعد ذلك، وسرعان ما يأتي دور (سيدني) لتبدأ في تلقي مكالمات من شخص غريب، ليبدأ في تهديدها بتصرفات مماثلة، وفي نفس الوقت يسافر والد (سيدني) للخارج ليترك (سيدني) وحدها في المنزل، فتلجأ (سيدني) لصديقها (بيلي) «سكيت أولريك»، ليؤنس وحشتها خاصة بعد تلك المكالمات الغريبة، وحينما يبدأ القاتل في مهاجمة (سيدني) في المنزل تبدأ (سيدني) في الشك في كل من حولها.

## طاقم التمثيل

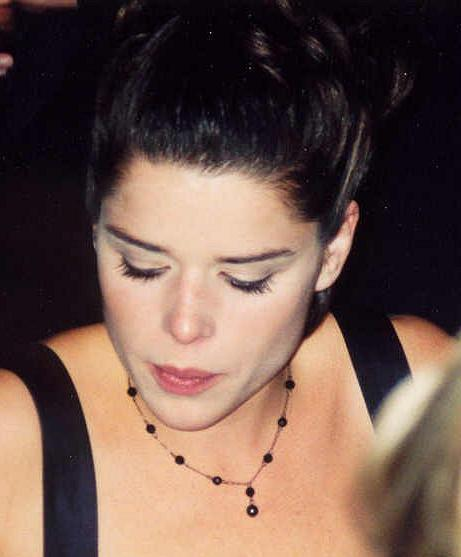
قامت نيف كامبل بدور «سيدني بريسكوت»

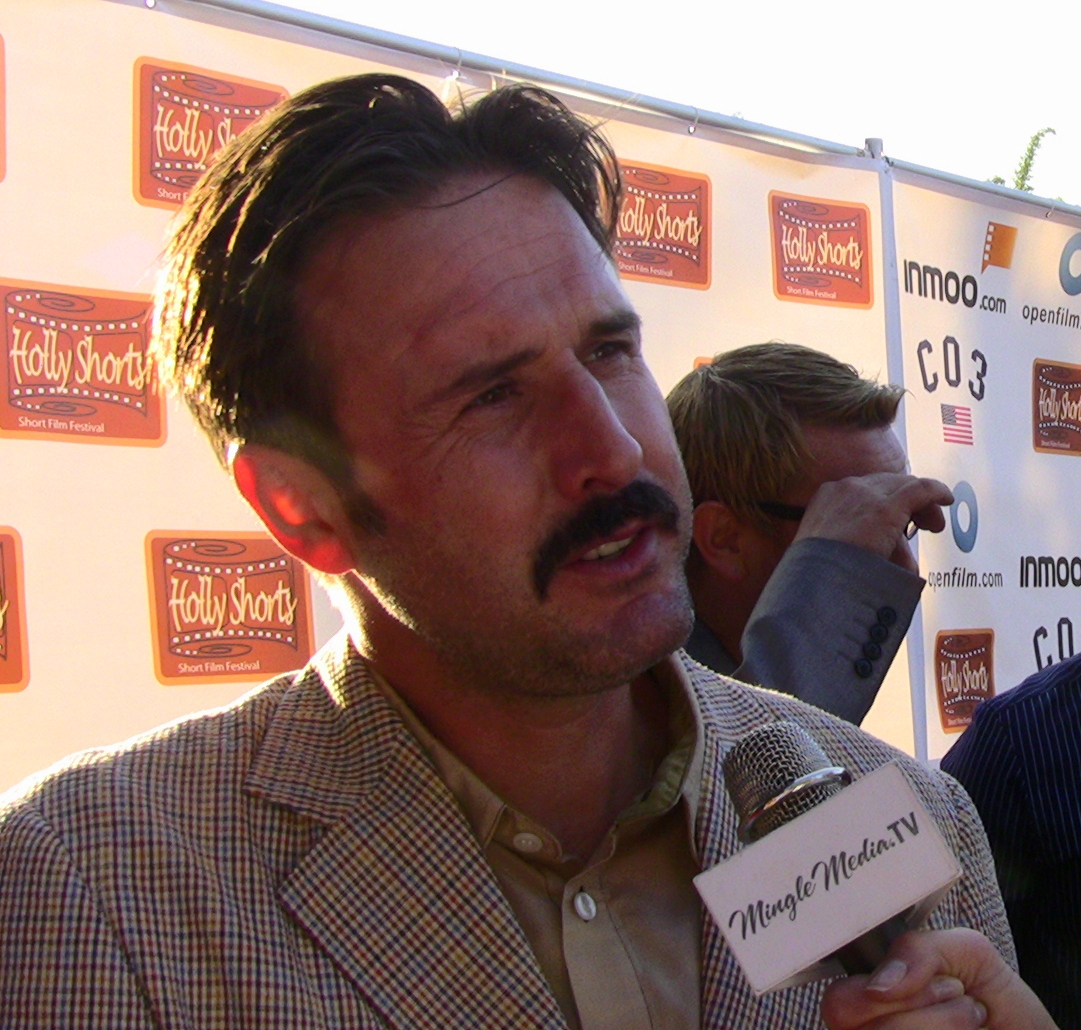
قام ديفيد أركيت بدور «النائب دوايت»ديوي«رايلي»

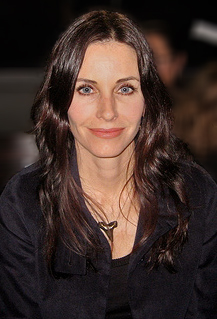
قامت كورتني كوكس بدور ""

- ديفيد أركيت
- ييف شرايبر
- جوزيف ويب
- فرانسيس لي مكين
- ويس كرافن
- هنري وينكلر
- روجر إل. جاكسون
- جيمي كينيدي
- سكيت أولريك
- نيف كامبل
- درو باريمور
- كورتني كوكس
- روز مكغوان
- ماثيو ليلارد
- دبليو إيرل براون

## الإنتاج

### التصوير
صُوّر الفيلم في كاليفورنيا وسانتا روسا (كاليفورنيا)، وكان مارك إروين مديرًا لتصوير الفيلم.

### الموسيقى
موسيقى الفيلم التصويرية من تلحين ماركو بلترامي.

## الاستقبال

### الجوائز والترشيحات
الجوائز
- جائزة زحل لأفضل ممثلة، وحصلت عليها: نيف كامبل.
- جائزة زحل لأفضل فيلم رعب  [لغات أخرى]‏، وحصل عليها: الفيلم.
- جائزة زحل لأفضل كتابة  [لغات أخرى]‏، وحصل عليها: كيفين ويليامسون.

الترشيحات
- جائزة زحل لأفضل مخرج، المُرشَّح: ويس كرافن، في: حفل توزيع جوائز زحل الثالث والعشرون.
- جائزة إم تي في للأفلام لأفضل فيلم  [لغات أخرى]‏، المُرشَّح: الفيلم، في: جوائز إم تي في للأفلام 1997.
- جائزة زحل لأفضل ممثلة مساعدة  [لغات أخرى]‏، المُرشَّح: درو باريمور، في: حفل توزيع جوائز زحل الثالث والعشرون.
- جائزة زحل لأفضل ممثل مساعد  [لغات أخرى]‏، المُرشَّح: سكيت أولريك، في: حفل توزيع جوائز زحل الثالث والعشرون.
- جائزة إم تي في للأفلام لأفضل أداء، المُرشَّح: نيف كامبل، في: جوائز إم تي في للأفلام 1997.

## وصلات خارجية
- مقالات تستعمل روابط فنية بلا صلة مع ويكي بيانات